# Silvija Talaja
Silvija Talaja (Imotski, Yugoslavia, 14 de enero de 1978) es una extenista croata.
En toda su carrera, ganó dos títulos de la WTA en individuales, venciendo a la española Conchita Martínez y a la húngara Rita Kuti-Kis. En dobles ganó un título haciendo pareja con la ucraniana Tatiana Perebiynis.